# The Lost Episodes
The Lost Episodes è un album compilation del musicista rock statunitense Frank Zappa pubblicato postumo nel 1996. La raccolta contiene materiale precedentemente inedito proveniente dallo sterminato archivio di Zappa. La maggior parte del materiale copre un lasso di tempo molto lungo: dagli inizi di carriera nel 1958 circa, alla metà degli anni settanta. Frank Zappa lavorò alla compilation poco prima di morire nel 1993.

## Il disco
L'album si distingue per cinque tracce che vedono la presenza di Captain Beefheart: Lost in a Whirlpool, una parodia blues datata  1958–59 dove Beefheart canta di essere caduto nella tazza del gabinetto; Tiger Roach, un pezzo R&B di circa tre anni dopo; I'm a Band Leader del 1969, un pezzo parlato scritto da Zappa e recitato da Beefheart; Alley Cat, un brano blues nel quale Zappa suona la chitarra con due membri del gruppo di Beefheart, la Magic Band, e The Grand Wazoo, altro pezzo parlato del 1969, al quale Zappa aggiunse una traccia di Synclavier nel 1992.
Inoltre nel disco sono incluse altre versioni alternative o embrionali di composizioni successivamente inserite in album di Zappa. La versione inclusa di Any Way the Wind Blows, per esempio, venne registrata a Cucamonga nel 1963 circa; tre anni prima di essere inclusa nell'album Freak Out! (1966). E la versione di Fountain of Love qui presente, venne incisa praticamente nello stesso periodo ma non vide la luce fino alla sua inclusione nell'album Cruising with Ruben & the Jets (1968). Svariate outtake del 1973 provenienti dagli album Apostrophe e Overnight Sensation, includono le versioni originali di Inca Roads e RDNZL, insieme ad una versione di Wino Man che vede la partecipazione di Ricky Lancelotti alla voce solista. L'ultima traccia è la versione originale di Sharleena dall'abortito progetto Hot Rats II del 1970; con Don "Sugarcane" Harris al canto.

## Tracce
- Tutti i brani sono opera di Frank Zappa, eccetto dove indicato diversamente.

1. The Blackouts - 0:22
2. Lost in a Whirlpool (Don Van Vliet, Zappa) - 2:46
3. Ronnie Sings? - 1:05
4. Kenny's Booger Story - 0:33
5. Ronnie's Booger Story - 1:16
6. Mount St. Mary's Concert Excerpt - 2:28
7. Take Your Clothes Off When You Dance - 3:51
8. Tiger Roach (Van Vliet, Zappa) - 2:20
9. Run Home Slow Theme - 1:25
10. Fountain of Love (Zappa, Ray Collins) - 2:08
11. Run Home Cues, #2 - 0:28
12. Any Way the Wind Blows - 2:14
13. Run Home Cues, #3 - 0:11
14. Charva - 1:59
15. The Dick Kunc Story - 0:46
16. Wedding Dress Song (Trad., arr. Zappa) - 1:14
17. Handsome Cabin Boy (Trad., arr. Zappa) - 1:21
18. Cops & Buns - 2:36
19. The Big Squeeze - 0:43
20. I'm a Band Leader - 1:14
21. Alley Cat (Van Vliet, Zappa) - 2:47
22. The Grand Wazoo - 2:12
23. Wonderful Wino (Zappa, Jeff Simmons) - 2:47
24. Kung Fu - 1:06
25. RDNZL - 3:49
26. Basement Music #1 - 3:46
27. Inca Roads - 3:42
28. Lil' Clanton Shuffle - 4:47
29. I Don't Wanna Get Drafted - 3:24
30. Sharleena - 11:54

## Formazione
Musicisti
- Arthur Barrow – basso, contrabbasso
- Max Bennett – basso, contrabbasso
- Jimmy Carl Black – batteria
- Dale Bozzio – voce
- Terry Bozzio – voce
- Captain Beefheart (Don Van Vliet) – voce
- Vinnie Colaiuta – batteria
- Ray Collins – voce
- George Duke – tastiere
- Aynsley Dunbar – batteria
- Erroneous – basso, contrabbasso
- Roy Estrada – basso, contrabbasso
- Chuck Foster – tromba
- Bruce Fowler – basso, trombone
- Tom Fowler – basso
- John French – batteria
- John Guerin – batteria
- Don "Sugarcane" Harris – violino, voce, violino elettrico
- Danny Helferin – pianoforte
- Ralph Humphrey – batteria
- Elliot Ingber – slide guitar
- Ricky Lancelotti – voce
- Elwood Madeo Jr. – chitarra
- Sal Marquez – tromba
- Tommy Mars – tastiera, voce
- Jean-Luc Ponty – violino
- Don Preston – tastiere
- Tony Rodriguez – sax alto
- Chester Thompson – batteria
- Art Tripp – marimba, cori di sottofondo, vibrafono
- Ian Underwood – percussioni, tastiere, sassofono, legni, piano fender rhodes
- Ruth Underwood – percussioni
- Ray White – voce
- Kenny Williams – voce
- Ronnie Williams – voce
- Ronny Williams – voce
- Ike Willis – voce
- Terry Wimberly – piano
- Bobby Zappa – chitarra, chitarra ritmica
- Frank Zappa – sintetizzatore, chitarra, percussioni, piano, celesta, batteria, basso, kazoo, voce, cori, synclavier

Produzione
- Paul Buff – ingegnere del suono
- Spencer Chrislu – remixing
- Gabor Csupo – artwork
- Steven Jurgensmeyer – design
- Gary Kellgren – ingegnere del suono
- Kerry McNabb – ingegnere del suono
- Rip Rense – note interne
- Bob Stone – ingegnere del suono, remixing
- Hal Wilson – fotografie
- Frank Zappa – arrangiamento, produzione, ingegnere del suono